# Терешкевич Микола Олександрович
Микола Олександрович Терешкевич (1857 — 1888), статистик; з 1881 завідувач статистичного бюро Полтавського губернського земства. Керував господарсько-економічним описом губернії й видав докладний опис 8 повітів.

## Біографія
Навчався в Саратовській гімназії, яку завершив із золотою медаллю. По закінченню зарахований на фізико-математичний факультет Московського університету, який закінчив 1880 року зі ступенем кандидата.
Після університету працював у статистичному бюро московського земства під керівництвом Василя Орлова. 1881 року був призначений завідувачем Полтавського губернського земства.
Редактор та один з авторів «Збірника з господарчої статистика Полтавської губернії» (рос. «Сборник по хозяйственной статистике Полтавской губернии») у 5 томах, що виходили в Полтаві в 1882—1885 роках. Терешкевич для кожного повіту склав розділ загальних відомостей та нарис сільськогосподарських особливостей.
У 1886 році за збірник був нагороджений золотою медаллю Імператорського географічного товариства.
Помер у Севастополі наприкінці грудня 1888 року.

## Праці
- Сборник по хозяйственной статистике Полтавской губернии [Текст]: [в 15 т.] / собрано и обработано Стат. бюро Полтавского губ. земства; под ред. Н. Терешкевича. — Полтава: Полтавская губ. земская управа, 1882—1894
  - Зеньковский уезд: Ч. 1. — 1882. — 36, 304 с., 1 карта.
  - Зеньковский уезд: Ч. 2. — 1883. — [4], 155, 55 с.
  - Т. 2: Полтавский уезд. — 1883. — 561 с.
  - Т. 3: Миргородский уезд. — 1884. — 386 с.
  - Т. 4: Лубенский уезд. — 1885. — 456 с.
  - Т. 5: Гадячский уезд. — 1885. — 382 с.
  - Т. 6: Золотоношский уезд. — 1887. — 519 с.
  - Т. 7: Кременчугский уезд. — 1888. — 514 с.